# やったれ、浪華で。日本シリーズ。
「やったれ、浪華で。日本シリーズ。」（やったれなにわでにっぽんシリーズ）は、鉄砲光三郎のシングル。作詞・津田義彦、作曲および編曲・和田泉。
1984年4月ににNEWSレコード（Speed Shockレーベル）から発売された（販売はキャニオンレコード）。

## 解説
プロ野球で関西を本拠とするチームは本曲の発売時点でセントラル・リーグに阪神タイガース、パシフィック・リーグに阪急ブレーブスと南海ホークス、そして近鉄バファローズが存在しており、この4球団はいずれも大手私鉄を親会社とする点が共通していた。阪神とパ・リーグの鉄道系3球団が日本シリーズで対戦したのは1964年の日本シリーズにおいて「御堂筋決戦」と呼ばれた南海との対戦が唯一であり、この時は4勝3敗で南海が日本一に輝いている。
本楽曲は河内音頭の大家として知られる鉄砲光三郎を歌唱者として、発売当時に関西を本拠としていた鉄道会社系のプロ野球4球団に奮起を促す異例のディスコサウンド調の楽曲である。朝日放送（ABCラジオ）が主催、サッポロビールが協賛した「在阪4球団応援キャンペーン」のコマーシャルソングとして作成されたもので、ABCラジオで1984年に放送された一社提供のミニ番組『根性みせたれ在阪球団』の企画として京阪神地域の酒屋に来店したファンが各球団への叱咤激励を投書する「云うたれ箱」を設置し、番組中で寄せられた投書を紹介する趣旨となっていた。
歌詞では「この熱い魂を伝えたいんや！ 大阪と西宮と藤井寺と甲子園で！」と、球団の移転や合併により現存しない3球場を含めた日本シリーズ開催を祈願する趣旨が含まれており、野球DJのヨシノビズムは「かつて関西に4球団あった当時のファンの思いをうかがい知る歴史的資料としても価値は高い」と評している。レコードが発売された1984年は阪急がパ・リーグで優勝したが、シリーズでは4勝3敗で広島に敗れている。翌1985年は阪神がセ・リーグで優勝し、シリーズでは4勝2敗と西武を圧倒して球団史上初の日本一となっているが、前年に続き関西球団同士のシリーズは実現しなかった。
今日までCD音源への収録は行われていないが、2012年1月9日にNHK-FM放送の特別番組『セパ対抗! 今日は一日“プロ野球ソング”三昧IN福岡』において番組のトリを飾る形で紹介された。なお、本楽曲で祈願されていた阪神と在阪パリーグ球団の日本シリーズは、発売されてから39年後の2023年にようやく実現した。